# Jackson Guice
Jackson Guice   (Chattanooga, 27 de juny de 1961 - Cincinnati, 1 de maig de 2025) va ser un dibuixant de còmic estatunidenc que va treballar a la indústria del còmic a partir dels anys vuitanta.

## Biografia
Guice va néixer a Chattanooga, Tennessee, el 27 de juny de 1961. Durant la dècada del 1960, Guice tenia una gran simpatia pel "llegendari animador i cineasta de stop-motion" Ray Harryhausen, la influència del qual es pot veure en algunes de les obres de Guice, sobretot en el projecte Humanoids Olympus.

### dècada del 1980
Guice va començar la seva carrera treballant en fanzins i "dissenyant pegats i emblemes per a una petita empresa a Carolina del Nord". El seu primer treball de còmic acreditat va ser dibuixar i entintar el número 1 publicat independentment The Crusaders (novembre de 1982), tot i que anteriorment havia fet ghosting per a Pat Broderick al Rom Annual núm.1 (1982). A partir del seu treball en fanzins (i, segons Guice, a instàncies de l'escriptor de Rom Bill Mantlo), l'editor de Marvel, Al Milgrom, li va oferir una prova per al títol derivat de la joguina, Micronauts . Referint-se al Rom Annual núm.1 i al Micronauts núm.48 (desembre de 1982), va comentar que "tots dos van ser punts d'inflexió per a mi per entrar al món dels còmics".
Guice va continuar dibuixant Micronauts fins al número 58 (maig de 1984). El juliol de 1983, "The Butch Guice Portfolio" va aparèixer a les pàgines de Marvel Fanfare núm. 9, i Guice va contribuir a The Official Handbook of the Marvel Universe, la minisèrie de quatre números X-Men and the Micronauts de Chris Claremont i Bill Mantlo, així com a números ocasionals de diversos títols diferents. El 1984, va dibuixar l'adaptació de Marvel Comics d'Indiana Jones and the Temple of Doom i va entintar Dazzler. El 1986, va dibuixar X-Factor, mentre contribuïa simultàniament amb els llapis a The New Mutants. A mitjans de 1987, se li va acreditar la creació de tintes per als llapis de "Brian Guice" per a cinc números d'Adventurers d'Adventure Publications, que va ser escrit i editat per Scott Behnke.Aquell mateix any, Guice va col·laborar en diversos títols diferents amb l'escriptor Mike Baron, incloent-hi números de Badger, Nexus i The Chronicles of Corum de First Comics. Guice va treballar amb Baron en projectes per a DC Comics. Va dibuixar a llapis els números 7 i 8 de Teen Titans Spotlight, abans de guanyar més popularitat entre els lectors de DC amb el seu treball al rellançament posterior a Crisis on Infinite Earths, The Flash núm. 1. Aquesta tercera sèrie de Flash va presentar Wally West després de la desaparició de Barry Allen a la sèrie Crisis on Infinite Earths. Guice va dibuixar deu dels primers onze números.
El 1988–89, Guice va produir una sèrie de portades per a la reimpressió de Quality Comics / Fleetway 2000 AD amb el títol 2000AD Showcase, mentre dibuixava a llapis el títol d' Iron Man per a Marvel. El 1989 es va convertir en l'artista de Doctor Strange, Sorcerer Supreme.

### dècada del 1990
La portada de Guice per a Doctor Strange núm.15 (març de 1990) utilitzava la imatge de la cantant de música cristiana Amy Grant sense el seu permís, cosa que va portar la seva direcció a presentar una denúncia contra Marvel Comics, dient que la portada donava l'aspecte que s'associava amb la bruixeria. Un tribunal de districte dels Estats Units va segellar un acord extrajudicial entre Grant i Marvel a principis de 1991, amb un decret de consentiment que Marvel no admetia cap responsabilitat ni delicte.
Guice i l'escriptor Walt Simonson van cocrear el personatge d'Ahab a Fantastic Four Annual núm. 23 (1990). El 1991, Guice va assumir el càrrec de dibuixant de Nick Fury, Agent of SHIELD, abans de tornar a DC. Guice va dibuixar Action Comics núm. 676–711 (abril de 1992 - juliol de 1995) i va treballar amb els escriptors Roger Stern i David Michelinie. Durant aquesta temporada, Guice i Stern (juntament amb l'editor Mike Carlin, Dan Jurgens, Louise Simonson i altres) van ser els arquitectes de la història de "The Death of Superman", en què Superman va morir i va ressuscitar. Stern i Guice van incorporar el personatge d'Eradicator a l'arc argumental de "Reign of the Supermen" que comença a The Adventures of Superman núm. 500 (juny de 1993). A partir d'aquest esdeveniment, Stern i Guice van col·laborar en una minisèrie de Supergirl.
Mentre dibuixava Action Comics, també va treballar amb el guionista James Robinson a la minisèrie The Terminator: Endgame de Dark Horse Comics (setembre-octubre de 1992), i amb Chris Claremont en els primers quatre números d'Aliens/Predator: The Deadliest of the Species (juliol de 1993-gener de 1994).
Cap a finals de 1995, Guice es va traslladar a Valiant Comics, convertint-se en el dibuixant habitual d'Eternal Warrior. Guice va dibuixar part del còmic Sliders: Narcotica, basat en la sèrie de televisió Sliders i escrit per l'estrella de la sèrie, Jerry O'Connell. Fer que Guice dibuixés la sèrie va ser:  
| « | una delícia personal per a Jerry [O'Connell], ja que "Butch" Guice (com l'anomenaven durant la seva reeixida etapa a Marvel Comics) era un dels seus personatges preferits durant els seus anys de lectura de còmics. | » |
| — | |   |

Guice va il·lustrar la minisèrie de quatre números DC/Marvel: All Access (desembre de 1996-febrer de 1997), continuació de l'esdeveniment intercompanyial DC Versus Marvel/Marvel Versus DC. Va ser un dels molts artistes que van contribuir al matrimoni històric de Superman i Lois Lane a Superman: The Wedding Album (desembre de 1996). El maig de 1997, Guice va llançar Resurrection Man amb els guionistes Dan Abnett i Andy Lanning, dibuixant a llapis els 27 números i entintant la majoria d'ells, inclòs el número especial número 1.000.000 per a l'esdeveniment DC One Million. La sèrie es va cancel·lar l'agost de 1999.

### anys 2000
El març del 2000, Guice es va convertir en l'artista de Birds of Prey per als números del 15 al 34. A més, Guice va dibuixar una història de "Robin and Oracle" a Batman: Gotham City Secret Files and Origins i al one-shot de The Universe X Spidey, de Marvel. Després de la seva etapa a Birds of Prey, Guice va deixar DC Comics i es va traslladar a Tampa, Florida, per treballar per a CrossGen. Va ser contractat per llançar Ruse amb l'escriptor Mark Waid, el novembre del 2001. Efectivament, una història de detectius steampunk victoriana, tot i que ambientada en un anàleg de la Terra en un futur llunyà, i part del "Sigilverse" de CrossGen. Guice va continuar com a dibuixant de Ruse fins a la seva cancel·lació amb el número 26 (gener del 2004). Guice va dimitir de CrossGen "just abans dels acomiadaments" i abans que la resta del personal fos alliberat de "l'estatus d'exclusivitat".
L'escriptor Geoff Johns, "un dels majors partidaris d'Humanoids des del principi del seu programa editorial als Estats Units", va presentar una història amb Kris Grimminger amb "tots els grans monstres de la mitologia grega, des de Medusa fins als ocells d'Estimfal". L'editor d'Humanoids, Paul Benjamin, va iniciar la cerca "arreu del món d'un gran artista que atregués tant a un públic americà com a un europeu. Butch sempre estava al cap per al llibre, però estava ocupat dibuixant Ruse per a CrossGen. Vam començar a parlar amb Butch un cop va estar disponible i Olympus encaixava perfectament".
Guice va dir dels humanoides i l'Olimp :
| «                | Fa uns quants anys que m'interessa treballar amb Paul Benjamin i Humanoids... el seu enfocament del material, tant en la qualitat com en el disseny del producte, així com l'extens mercat mundial que han cultivat amb una varietat de gèneres, em va interessar enormement. Després de la meva dimissió de l'equip de CrossGen, vaig contactar amb Paul i vam començar a parlar de possibilitats. Un cop vaig llegir els dos guions d'Olympus, vaig saber que era exactament el tipus de cosa que m'agradaria dibuixar. Que ho escriguessin Geoff i Kris va ser un extra molt agradable. | » |
| — Jackson Guice, | |   |

Tot i que estava pensat com a dos volums, fins ara només s'ha imprès el primer. Això probablement es deu a la caducitat de l'acord de distribució d'Humanoids als EUA amb DC, tal com va dir Guice el desembre de 2003, mentre treballava en el volum u, que aquest llibre "acabava al març [2004]", i després "va programar començar a treballar en el volum dos gairebé immediatament".
Després de deixar CrossGen, Guice va treballar amb l'escriptor Warren Ellis en un arc argumental de sis números titulat "New Maps of Hell" per al títol JLA: Classified de DC i després va treballar en la renovació "One Year Later" d'Aquaman, a Aquaman: Sword of Atlantis de Kurt Busiek, que va debutar amb el número 40 del títol anterior d'Aquaman. Guice s'hi va quedar durant vuit números, i Busiek va dir del seu col·lega artista:
{{Citació|A més de ser un artista fantàstic i un narrador potent, en Butch realment et pot fer creure en els mons fantàstics i exòtics del paisatge oceànic Atlàntic. I dibuixa un gran tauró rei, i un habitant esgarrifós, a més. I guerrers genials, dones precioses, criatures estranyes i molt més. És el noi perfecte per a aquest llibre, i fa anys que vull treballar amb ell.|Busiek|
El 2007, Guice va ser el dibuixant rotatiu de The Invincible Iron Man, amb el número 19-20 relacionat amb World War Hulk, i va esdevenir el tatuador del Capità Amèrica dels números 32-34, i després va assumir les tasques completes a partir del número 35. Guice va escriure una minisèrie ambientada a l'Univers Ultimate, titulada Ultimate Origins, escrita per Brian Michael Bendis. Bendis va escriure sobre Guice: "He estat fan seu durant anys i anys, i quan vaig veure el que feia a Iron Man [amb Gage]... l'havia de tenir". Guice va ser el dibuixant de la minisèrie de Wildstorm Storming Paradise, escrita per Chuck Dixon.

### Vida personal i mort
Guice va tenir una filla amb la seva dona Julie anomenada Elizabeth Diane, nascuda el 1988. Va morir de pneumònia l'1 de maig de 2025, als 63 anys. Era resident a Reading, Ohio, en el moment de la seva mort.